# Foxhole (film)
Pour les articles homonymes, voir Foxhole (homonymie).
Pour plus de détails, voir Fiche technique et Distribution.
Foxhole est un film américain de Jack Fessenden, sorti en 2021.

## Synopsis
Le film montre 36 heures dans trois guerres différentes et suit les actions d'un petit groupe de soldats pendant la guerre civile américaine, la Première Guerre mondiale et la guerre en Irak, pour la plupart entassés dans la peur pour leur propre vie[pas clair].

## Fiche technique
- Titre : Foxhole
- Réalisation : Jack Fessenden
- Musique : Jack Fessenden
- Société de production : Samuel Goldwyn Films (en)
- Pays d'origine :  États-Unis
- Durée : 95 minutes
- Dates de sortie :
  - 17 septembre 2021 (Oldenbourg)
  - 13 mai 2022 (États-Unis)

## Distribution
- Motell Gyn Foster : Jackson
- Cody Kostro : Clark
- Angus O'Brien : Conrad
- Alex Hurt : Morton
- Alex Breaux : l'Allemand
- Asa Spurlock : un soldat confédéré
- James LeGros : Wilson
- Andi Matichak : Gale

## Production
La photographie principale a duré 16 jours. Le tournage a été terminé à New York en août 2019.

## Sortie
Le 11 novembre 2021, il a été annoncé que la société de production Samuel Goldwyn Films (en) avait acquis les droits de distribution nord-américains du film, qui a été présenté en première au Festival international du film d'Oldenburg.

## Réception
Le film a une note de 67 % sur Rotten Tomatoes sur la base de douze critiques.
Marya E. Gates de RogerEbert.com a noté trois étoiles.